# Haruna Babangida
Haruna Babangida (ur. 1 października 1982 w Kadunie) – nigeryjski piłkarz grający na pozycji prawoskrzydłowego. Nosi przydomek „Daddy”.

## Kariera klubowa
Babangida urodził się w mieście Kaduna. W wieku 7 lat trafił do szkółki piłkarskiej klubu Shooting Stars FC w Ibadanie. W wieku 13 lat wyjechał do Amsterdamu, gdyż jego talent odkryli skauci Ajaksu. Trafił do tamtejszej szkółki i w juniorach zdobył 15 bramek w 30 meczach. W Amsterdamie przebywał przez jeden sezon.
W 1998 roku Babangida został członkiem szkółki FC Barcelony. W pierwszej drużynie „Barcy” zadebiutował w wieku 15 lat i 9 miesięcy w sparingu z AGOVV Apeldoorn, stając się najmłodszym graczem w historii tego klubu. Zmienił wtedy Luísa Figo. Grał w zespole Barcelony B pod okiem trenera Alberta Benaigesa. Babangida w sezonie 1997/1998 zdobył 37 goli w 21 meczach młodzieżowej drużyny Barcelony. Przez lata w Barcelonie zmieniali się pierwsi trenerzy, ale jednak żaden nigdy nie postawił na Babangidę, który cały czas grał tylko w rezerwach. W kwietniu 2001 zadebiutował w oficjalnym meczu Barcelony. Carles Rexach wystawił go w meczu z CD Gramanet w Pucharze Katalonii. Latem 2003 Louis van Gaal postanowił wypożyczyć Babangidę do klubu z Segunda División, Terrassa FC. W Terrassie zagrał w 38 meczach i zdobył 5 goli, swojego pierwszego w 4. kolejce w wygranym 2:0 wyjazdowym meczu z Córdobą. Po sezonie wrócił do Barcelony B, ale zaraz znów został wypożyczony, tym razem do Cádizu. Tam rozegrał 14 meczów, ale nie strzelił żadnego gola.
Latem 2004 Haruna rozwiązał swój długoterminowy kontrakt z Barceloną. Przeszedł do ukraińskiego Metalurga Donieck. Tam w sezonie 2004/2005 zagrał w 8 meczach, w których zdobył 2 bramki (w wygranych 1:0 z Wołyniem Łuck i 3:1 z Metalistem Charków).
Sezon 2005/2006 rozpoczął jeszcze w barwach klubu z Doniecka, ale po rozegraniu 2 ligowych meczów podpisał 3-letni kontrakt z Olympiakosem Pireus. W przedsezonowych sparingach z Udinese Calcio i Valencią zdobył 3 gole. Strzelił 2 bramki w lidze oraz jedną w Lidze Mistrzów w przegranym 1:4 meczu z Olympique Lyon. Został też mistrzem Grecji. W sezonie 2006/2007 rozegrał w lidze 8 spotkań i strzelił jednego gola.
Latem 2007 Babangida przeszedł do cypryjskiego Apollonu Limassol i przez 2 sezony strzelił w nim 18 goli w lidze.
W 2009 roku Babangida został zawodnikiem rosyjskiego Kubania Krasnodar, w którym swój debiut zanotował 1 sierpnia 2009 w przegranym 0:4 wyjazdowym meczu ze Spartakiem Moskwa. Na koniec roku spadł z Kubaniem do Pierwszej Dywizji.
W 2010 roku Nigeryjczyk podpisał kontrakt z FSV Mainz 05. W pierwszym zespole Mainz rozegrał jedno spotkanie, 13 listopada 2010 z Hannoverem (0:1). W 2011 roku odszedł do Vitesse Arnhem, w którym zadebiutował 29 stycznia 2011 w meczu z Rodą Kerkrade (5:2), w którym zdobył gola.
| Sezon   | Klub             | Kraj      | Rozgrywki              | Mecze | Bramki |
| ------- | ---------------- | --------- | ---------------------- | ----- | ------ |
| 1999/00 | FC Barcelona B   | Hiszpania | Segunda División B     | 33    | 12     |
| 2000/01 | FC Barcelona B   | Hiszpania | Segunda División B     | 33    | 7      |
| 2001/02 | FC Barcelona B   | Hiszpania | Segunda División B     | 35    | 23     |
| 2002/03 | Terrassa FC      | Hiszpania | Segunda División       | 38    | 5      |
| 2003/04 | FC Barcelona B   | Hiszpania | Segunda División B     | 9     | 0      |
| 2003/04 | Cádiz CF         | Hiszpania | Segunda División       | 14    | 0      |
| 2004/05 | Metalurg Donieck | Ukraina   | Ukraińska Wyszcza Liha | 8     | 2      |
| 2005/06 | Metalurg Donieck | Ukraina   | Ukraińska Wyszcza Liha | 2     | 0      |
| 2005/06 | Olympiakos SFP   | Grecja    | Alpha Ethniki          | 25    | 2      |
| 2006/07 | Olympiakos SFP   | Grecja    | Alpha Ethniki          | 8     | 1      |
| 2007/08 | Apollon Limassol | Cypr      | Division A             | 23    | 9      |
| 2008/09 | Apollon Limassol | Cypr      | Division A             | 31    | 9      |
| 2009    | Kubań Krasnodar  | Rosja     | Priemjer-Liga          | 14    | 1      |
| 2010/11 | FSV Mainz 05     | Niemcy    | Bundesliga             | 1     | 0      |
| 2010/11 | FSV Mainz 05 II  | Niemcy    | Regionalliga           | 2     | 2      |
| 2010/11 | Vitesse Arnhem   | Holandia  | Eredivisie             | 7     | 1      |

## Kariera reprezentacyjna
W 1999 Babangida brał udział w młodzieżowych Mistrzostwach Świata. W dorosłej reprezentacji Nigerii Haruna Babangida zadebiutował 20 sierpnia 2003 w wygranym 3:0 w Tokio towarzyskim meczu z Japonią, w którym zagrał pełne 90 minut na prawym skrzydle.

## Życie prywatne
Haruna Babangida jest ósmym najmłodszym spośród dziesięciorga braci. Dwóch z nich także jest piłkarzami. Tijjani grał między innymi w Ajaksie i zdobył z Nigerią złoty medal Igrzysk Olimpijskich w Atlancie, a Ibrahim był zawodnikiem FC Volendam.